# نخست‌وزیر جمهوری آذربایجان
نخست‌وزیر آذربایجان (انگلیسی: Prime Minister of Azerbaijan) شخصی است که ریاست دولت جمهوری آذربایجان را بر عهده دارد. نخست‌وزیر فعلی این کشور علی اسدوف است.